# Cernycultuur
De Cernycultuur is een archeologische cultuur van het midden-neolithicum (tweede helft van het 5e millennium v.Chr.), die verspreid was over een groot deel van Noord-Frankrijk, met name in het Bekken van Parijs, waar het de Villeneuve-Saint-Germaincultuur opvolgde. Ze verdween geleidelijk ten gunste van de Chasseycultuur. 
De cultuur dankt haar naam aan de typesite Parc aux Bœufs in Cerny in de Essonne. Ze verspreidde zich vooral in het Bekken van Parijs. De oude facies van de Cernycultuur wordt Cerny-Videlles genoemd.
Ze wordt gekenmerkt door de bouw van omheiningen (neolithische kampen) en monumentale necropolissen, het fokken van rundvee en de productie van aardewerk (ronde potten, met gekamde en gestoken decoraties en zonmotieven.
De lange heuvels van de Cernycultuur waren de eerste manifestaties van de monumentale grafstructuren, megalieten genaamd, die zich langs de Atlantische kust zouden ontwikkelen.

## Archeologische plaatsen
- Parc aux Bœufs, Cerny, Essonne
- Le Champ de Bataille, neolithisch kamp, L'Etoile, Somme ; ontdekt in 1971 door het werk van Roger Agache in luchtarcheologie
- Camp néolithique de Maran, Châtenay-sur-Seine, Seine-et-Marne
- Camp néolithique de Haut-des-Nachères, Noyen-sur-Seine, Seine-et-Marne
- Le Gours aux Lions, Marollen-sur-Seine, Seine-et-Marne
- L'enceinte des Réaudins en La nécropole de Balloy, Balloy, Seine-et-Marne
- Le camp de Barbuise-Courtavant, Barbuise, Aube
- Parc logistique de l'Aube, Buchères, Aube
- La nécropole monumentale Cerny de Passy, Passy, Yonne
- La nécropole d'Orville, Orville, Loiret (Cerny-Videlles)
- Le site des Roches, Videlles, Essonne (Cerny-Videlles)
- Nécropole de Buno-Bonnevaux, Buno-Bonnevaux, Essonne
- Sépulture collective sous roche des Boutards, Saint-Hilaire-Chalo-Saint-Mars, Essonne, ontdekt in 1889